# Ute Brucker
Ute Brucker (* 1967 in Tübingen) ist eine deutsche Journalistin und Fernsehmoderatorin.

## Werdegang
Brucker ist die Tochter von Otwin Brucker, dem ehemaligen Bürgermeister von Pliezhausen. Sie machte 1986 das Abitur und studierte Romanistik und Germanistik. Im Landesstudio Tübingen des damaligen Südwestfunks sammelte sie erste journalistische Erfahrungen. Seit 1996 arbeitet sie beim SWR Fernsehen in der Redaktion Ausland. Dort moderierte sie auch die Sendungen Blickpunkt Europa und Euro.Land sowie im Ersten das Europamagazin.
Während des Irakkrieges 2003 berichtete Brucker als Reporterin aus Bagdad und Jordanien. Von 2004 bis 2008 leitete sie das ARD-Studio in Madrid und moderierte ab September 2008 wieder das Europamagazin. Seit 2010 ist sie Moderatorin des Weltspiegels. Im August 2010 wurde Brucker als Nachfolgerin von Jörg Armbruster Leiterin der Abteilung Ausland/Europa des SWR. Im Juli 2020 moderierte Brucker erstmals die Sondersendung ARD Extra.